# تیم فوتسال زنان سایپا تهران
تیم فوتسال زنان سایپا یک تیم ایرانی فوتسال است که در حال حاضر در لیگ برتر فوتسال زنان ایران حضور دارد؛ این تیم در سال ۱۳۹۵ با خرید امتیاز لیگ برتری در رقابت‌های لیگ برتر فوتسال زنان ایران ۱۳۹۵ شرکت نمود. مالک این تیم کارخانه خودروسازی سایپا است و زیرنظر باشگاه فرهنگی ورزشی سایپا فعالیت می‌کند.
تیم فوتسال زنان سایپا در اولین فصل حضور در رقابت‌های لیگ برتر فوتسال زنان در جایگاه ششم ایستاد؛ پس از این فصل، خودروسازان امتیاز خود را به تیم نفت طلاییه تهران واگذار کردند. پس از دو فصل غیبت در رقابت‌های لیگ برتر فوتسال زنان، در فصل ۱۳۹۸ مجدداً با خرید امتیاز هیئت فوتبال تهران اقدام به تیمداری در عرصه فوتسال زنان کرد.
این تیم در گروه‌بندی مسابقات لیگ برتر فوتسال زنان فصل ۱۴۰۰ با تیم‌های ملی حفاری اهواز، مس رفسنجان، پیکان تهران، پارس آرا شیراز، کیمیای اسفراین، هیئت فوتبال اصفهان و نصر فردیس کرج در گروه دوم مرحله مقدماتی مسابقات قرار گرفته بود اما پس از منتشر شد اخبار ضد و نقیض دربارهٔ انصراف از تیمداری که با تکذیب مدیران سایپا همراه بود، سرانجام این خبر رسمیت پیدا کرد و تیم فوتسال زنان سایپا تهران از حضور در رقابت‌های لیگ برتر فوتسال زنان فصل ۱۴۰۰ انصراف داد.

## عملکرد کلی

تیم سایپا در فصل ۱۳۹۹

در جدول زیر، عملکرد تیم فوتسال زنان در مسابقات مختلف مشاهده می‌شود.
| فصل  | لیگ                        | جایگاه      | توضیحات           |
| ---- | -------------------------- | ----------- | ----------------- |
| ۱۳۹۵ | لیگ برتر فوتسال زنان ایران | ششم         |                   |
| ۱۳۹۸ | لیگ برتر فوتسال زنان ایران | نایب قهرمان |                   |
| ۱۳۹۹ | لیگ برتر فوتسال زنان ایران | نایب قهرمان |                   |
| ۱۴۰۰ | لیگ برتر فوتسال زنان ایران | -           | انصراف از رقابت‌ها |